# 1846 Bengt
Bengt (asteróide 1846) é um asteróide da cintura principal com um diâmetro de 11,41 quilómetros, a 2,0032011 UA. Possui uma excentricidade de 0,1431243 e um período orbital de 1 305,58 dias (3,58 anos).
Bengt tem uma velocidade orbital média de 19,48001939 km/s e uma inclinação de 3,18499º.
Esse asteróide foi descoberto em 24 de Setembro de 1960 por PLS.
Homenageia o astrônomo Bengt Strömgren.